# Langham (Saskatchewan)
Pour les articles homonymes, voir Langham (homonymie).
Langham est une ville de la Saskatchewan au Canada.

## Géographie
La localité de Langham est située dans le centre de la province de Saskatchewan, à 35 km au nord-ouest de la ville de Saskatoon.

## Démographie
| 2011  | 2016  | 2021  |
| ----- | ----- | ----- |
| 1 290 | 1 496 | 1 518 |